# 虞黃昊
虞黃昊（？—？），字景明，錢塘人，明末清初文人。

## 生平
生卒年不詳。自幼聰明，十歲能詩，康熙五年（1666年）丙午科舉人，官臨安教論。與陸圻、柴紹炳、沈謙、陳廷會、毛先舒、孫治、張綱孫、丁澎、吳百朋等，結社西泠。